# دوري تشاد الممتاز 2018
دوري تشاد الممتاز 2018 هو موسم من دوري تشاد الممتاز. فاز فيه نادي إليكت سبورت.